# Michael Toglia
Michael Toglia (Phoenix, Arizona, 16 de agosto de 1998) es un jugador profesional estadounidense de béisbol que se desempeña en la posición de primera base en Colorado Rockies, equipo de las Grandes Ligas de Béisbol (MLB).

## Carrera
Fue seleccionado en la primera ronda en el Draft de la MLB de 2019. En 2022 hizo su debut profesional con el equipo Colorado Rockies, donde lleva jugando tres temporadas.